# Kathrin Walther
Kathrin Anna Walther (* 4. Juni 1986) ist eine ehemalige deutsche Triathletin.

## Werdegang
Mit 17 Jahren startete Kathrin Walther bei ihrem ersten Triathlon. Sie startet für den Verein WMF BKK Team AST Süßen. 2009 wurde sie Deutsche Hochschulmeisterin im Mountainbike.
Sie startet bei Wettbewerben vorwiegend über die Triathlon-Langdistanz (3,8 km Schwimmen, 180 km Radfahren und 42,2 km Laufen). Im Oktober 2014 gewann sie das Langdistanz-Rennen der ICAN-Serie in Gandìa-Valencia in Spanien.

### Siegerin Challenge Langdistance 2015
Im September 2015 gewann sie auf der Langdistanz bei der Challenge Almere-Amsterdam, nachdem sie hier 2013 bei der Erstaustragung schon Dritte war.
Im Februar 2017 wurde sie auf einem Motorroller in einen Verkehrsunfall verwickelt und zog sich dabei u. a. schwere Fußverletzungen zu.
Seit 2019 tritt Kathrin Walther nicht mehr international in Erscheinung.

### Privates
Nach dem Abitur an der Freien Waldorfschule Filstal studierte sie an der TU München Sportwissenschaften mit dem Schwerpunkt „Medien & Kommunikation“. Dies beinhaltete Auslandsaufenthalte an der Universität Nizza Sophia-Antipolis sowie der Universität Stellenbosch. 2012 absolvierte sie einen weiteren Studienabschluss (BA Honours) im Bereich Markenführung an der Vega School Cape Town und schrieb sich dort auch für ihren dritten Hochschulabschluss ein, einem „Master in Creative Brand Leadership“.
Seit 2010 lebt Kathrin Walther großteils in Südafrika, in der Nähe von Stellenbosch. Während der europäischen Triathlon-Saison war sie meist in Deutschland stationiert.

## Sportliche Erfolge
| Datum/Jahr    | Platz | Wettbewerb                | Austragungsort | Zeit     | Bemerkung                          |
| ------------- | ----- | ------------------------- | -------------- | -------- | ---------------------------------- |
| 28. Juni 2015 | 3     | ICAN Amsterdam            | Amsterdam      | 04:30:26 | auf der Halbdistanz                |
| 13. Juni 2015 | 5     | Challenge Denmark         | Billund        | 04:46:38 | auf der Halbdistanz                |
| 8. Sep. 2013  | 6     | Ironman 70.3 Luxembourg   | Remich         | 04:45:12 |                                    |
| 30. Aug. 2013 | 2     | Cologne 226 Half          | Köln           | 04:40:01 | Zweite auf der Halbdistanz         |
| 23. Juni 2013 | 6     | Challenge Aarhus          | Aarhus         | 04:56:53 |                                    |
| 20. Jan. 2013 | 8     | Ironman 70.3 South Africa | Buffalo City   | 05:07:32 |                                    |
| 2. Sep. 2012  | 4     | Cologne 226 Half          | Köln           | 04:47:03 | auf der Halbdistanz                |
| 13. Jan. 2008 | 7     | Ironman 70.3 South Africa | Buffalo City   | 05:10:28 | erster Start auf der Mitteldistanz |

| Datum/Jahr    | Platz | Wettbewerb                 | Austragungsort  | Zeit     | Bemerkung                                                               |
| ------------- | ----- | -------------------------- | --------------- | -------- | ----------------------------------------------------------------------- |
| 1. Okt. 2016  | 3     | Alpsman Extreme Triathlon  | Lac d’Annecy    | 16:15:14 | 3,8 km Schwimmen, 180 km (4300 hm) Radfahren und 42 km (1300 hm) Laufen |
| 14. Aug. 2016 | 6     | Challenge Regensburg       | Regensburg      | 10:15:02 |                                                                         |
| 27. Sep. 2015 | 3     | Triatlón Madrid KMO        | Madrid          | 10:49:06 | Dritte auf der Langdistanz bei der Erstaustragung                       |
| 13. Sep. 2015 | 1     | Challenge Almere-Amsterdam | Almere          | 09:26:11 | [ 4 ]                                                                   |
| 12. Juli 2015 | 2     | Triatlón Vitoria-Gasteiz   | Vitoria-Gasteiz | 09:54:32 | auf der Langdistanz                                                     |
| 26. Okt. 2014 | 1     | ICAN Gandia-Valencia       | Valencia        | 09:43:26 | Siegerin auf der Langdistanz                                            |
| 5. Okt. 2014  | 8     | Ironman Barcelona          | Calella         | 09:25:22 |                                                                         |
| 3. Aug. 2014  | 3     | Ostseeman                  | Glücksburg      | 10:01:35 | [ 7 ]                                                                   |
| 19. Apr. 2014 | 5     | Challenge Taiwan           | Taitung         | 10:13:16 |                                                                         |
| 14. Sep. 2013 | 3     | Challenge Almere-Amsterdam | Almere          | 10:07:44 | dritter Rang hinter der deutschen Siegerin Susan Blatt                  |

(DNF – Did Not Finish)